# Ernst Fischer (Politiker, 1934)
Ernst Ludwig Fischer (* 12. Februar 1934 in Neubulach; † 3. Mai 2019 in Kornwestheim) war ein deutscher Politiker (CDU). Er war von 1982 bis 1999 Oberbürgermeister der Großen Kreisstadt Kornwestheim.

## Leben
1967 trat Fischer seinen Dienst in Kornwestheim an und zählte bis 1982 zu den Mitarbeitern seines Vorgängers Siegfried Pflugfelder. Zehn Jahre wirkte er als Kämmerer und fünf Jahre als Erster Beigeordneter und Bürgermeister.
1982 wurde Fischer zum Oberbürgermeister gewählt. Mit Bundesverkehrsminister Matthias Wissmann weihte Fischer 1995 das Container-Terminal ein und legte damit den Grundstein für eine neue Epoche in der Geschichte der Eisenbahnerstadt Kornwestheim.
Fischer war Vorsitzender des Zweckverbands Pattonville/Sonnenberg. Aus der amerikanischen Wohnsiedlung entstand unter Fischer 1996 ein neuer Stadtteil. Die Einrichtung des Schulmuseums Nordwürttemberg geht auf seine Initiative zurück, ebenso der Kleihues-Bau mit dem Museum und die Stadionsporthalle. Fischer vertiefte die Städtepartnerschaften mit Villeneuve-Saint-Georges und Eastleigh und erhielt für dieses Engagement die Ehrenbürgerwürde in beiden Partnerstädten verliehen. Auch die Städtepartnerschaften mit Weißenfels an der Saale und Kimry an der Wolga gehen auf Fischers Engagement zurück. Kimry hat ihn ebenfalls zum Ehrenbürger ernannt.
Anlässlich seines 70. Geburtstages wurde Fischer 2004 die Ehrenbürgerschaft der Stadt Kornwestheim verliehen.